# Badminton-Senioreneuropameisterschaft 2006
Die Badminton-Senioreneuropameisterschaft 2006 fand vom 16. bis zum 21. Mai 2006 in Amersfoort statt.

## Die Sieger und Platzierten

### Senioren 35+
| Veranstaltung | Gold                                 | Silber                        | Bronze                                 |
| ------------- | ------------------------------------ | ----------------------------- | -------------------------------------- |
| Herreneinzel  | Pavel Uvarov                         | Chris Shepperd                | Alistair Jones                         |
| Herreneinzel  | Pavel Uvarov                         | Chris Shepperd                | Arjan Regtien                          |
| Dameneinzel   | Christine Skropke                    | Dorota Grzejdak               | Heike Voigt                            |
| Dameneinzel   | Christine Skropke                    | Dorota Grzejdak               | Betty Blair                            |
| Herrendoppel  | Rémy Matthey de l’Etang Pavel Uvarov | Keith Goodey Chris Shepperd   | Julian Priestley Chris Wray            |
| Herrendoppel  | Rémy Matthey de l’Etang Pavel Uvarov | Keith Goodey Chris Shepperd   | Imants Garoza Aivars Tērauds           |
| Damendoppel   | Lorraine Cole Tracy Dineen           | Dorota Grzejdak Bożena Haracz | Christine Skropke Vlada Chernyavskaya  |
| Damendoppel   | Lorraine Cole Tracy Dineen           | Dorota Grzejdak Bożena Haracz | Tanya Karlsson Maureen Kleijwegt-Oskam |
| Mixed         | Thomas Knaack Heike Voigt            | Björn Janson Anja Schwarze    | Ralf Preuss Hanne Bertelsen            |
| Mixed         | Thomas Knaack Heike Voigt            | Björn Janson Anja Schwarze    | Klaus Kræmer Marina Karstrom           |

### Senioren 40+
| Veranstaltung | Gold                                    | Silber                     | Bronze                                |
| ------------- | --------------------------------------- | -------------------------- | ------------------------------------- |
| Herreneinzel  | Jacek Hankiewicz                        | Kim Brodersen              | Peter Moritz                          |
| Herreneinzel  | Jacek Hankiewicz                        | Kim Brodersen              | Udo Lehmann                           |
| Dameneinzel   | Bettina Villars                         | Jeanette van der Werff     | Jeanette Kuhl                         |
| Dameneinzel   | Bettina Villars                         | Jeanette van der Werff     | Lone Hagelskjær Knudsen               |
| Herrendoppel  | Jerzy Dołhan Jacek Hankiewicz           | Martin Haddon James Teale  | Martin Vissing Jan Sølyst             |
| Herrendoppel  | Jerzy Dołhan Jacek Hankiewicz           | Martin Haddon James Teale  | Morten Christensen Kim Brodersen      |
| Damendoppel   | Lone Hagelskjær Knudsen Jeanette Koldsø | Sue Crompton Viv Gillard   | Helle Sjørring Marlene Larsen         |
| Damendoppel   | Lone Hagelskjær Knudsen Jeanette Koldsø | Sue Crompton Viv Gillard   | Nina Andersen Gitte Kruse             |
| Mixed         | Morten Christensen Jeanette Koldsø      | Jerzy Dołhan Bożena Haracz | John Bowker Kathy Isherwood           |
| Mixed         | Morten Christensen Jeanette Koldsø      | Jerzy Dołhan Bożena Haracz | Jürgen Schmitz-Foster Petra Teichmann |

### Senioren 45+
| Veranstaltung | Gold                            | Silber                               | Bronze                          |
| ------------- | ------------------------------- | ------------------------------------ | ------------------------------- |
| Herreneinzel  | Yury Smirnov                    | Jack Webb                            | Per Juul Ulrich                 |
| Herreneinzel  | Yury Smirnov                    | Jack Webb                            | Kjell Almgren                   |
| Dameneinzel   | Svetlana Zilberman              | Heidi Bender                         | Marlies Wessels                 |
| Dameneinzel   | Svetlana Zilberman              | Heidi Bender                         | Linda Wood                      |
| Herrendoppel  | Tim Hudson-Church Eric Plane    | Per Juul Ulrich Jesper Tolman        | Per Nygaard Per Mahmens         |
| Herrendoppel  | Tim Hudson-Church Eric Plane    | Per Juul Ulrich Jesper Tolman        | Yury Smirnov Kjell Almgren      |
| Damendoppel   | Svetlana Zilberman Diana Koleva | Heidi Bender Petra Dieris-Wierichs   | Sue Hurst Debbie Rigby          |
| Damendoppel   | Svetlana Zilberman Diana Koleva | Heidi Bender Petra Dieris-Wierichs   | Annette Vollertzen Hanne Adsbøl |
| Mixed         | Jesper Helledie Hanne Adsbøl    | Vladimir Koloskov Svetlana Zilberman | Dan Travers Christine Black     |
| Mixed         | Jesper Helledie Hanne Adsbøl    | Vladimir Koloskov Svetlana Zilberman | Tim Hudson-Church Debbie Rigby  |

### Senioren 50+
| Veranstaltung | Gold                               | Silber                   | Bronze                                 |
| ------------- | ---------------------------------- | ------------------------ | -------------------------------------- |
| Herreneinzel  | Claus Andersen                     | Vladimir Koloskov        | Christer Forsgren                      |
| Herreneinzel  | Claus Andersen                     | Vladimir Koloskov        | Per Mikkelsen                          |
| Dameneinzel   | Christine Crossley                 | Christine Black          | Gunnel Bengtsson                       |
| Dameneinzel   | Christine Crossley                 | Christine Black          | Reggie Baker                           |
| Herrendoppel  | Jesper Helledie Claus Andersen     | Uun Santosa Rob Ridder   | Ejnar Skovrup Per Mikkelsen            |
| Herrendoppel  | Jesper Helledie Claus Andersen     | Uun Santosa Rob Ridder   | Bernd Wessels Miles Eggers             |
| Damendoppel   | Christine Black Christine Crossley | Pam Dallow Reggie Baker  | Marjan Ridder Jessy Havelaar           |
| Damendoppel   | Christine Black Christine Crossley | Pam Dallow Reggie Baker  | Helle Guldborg Lis Garhøj              |
| Mixed         | Bill Hamblett Reggie Baker         | Peter Emptage Pam Dallow | Ulrich Handschuhmacher Dorothea Schenk |
| Mixed         | Bill Hamblett Reggie Baker         | Peter Emptage Pam Dallow | Rob Ridder Marjan Ridder               |

### Senioren 55+
| Veranstaltung | Gold                                  | Silber                       | Bronze                                |
| ------------- | ------------------------------------- | ---------------------------- | ------------------------------------- |
| Herreneinzel  | Terje Dag Østhassel                   | John Gardner                 | Edgar Michalowsky                     |
| Herreneinzel  | Terje Dag Østhassel                   | John Gardner                 | Otto Sautter                          |
| Dameneinzel   | Jessy Havelaar                        | Janet Fletcher               | Ewa Carlander                         |
| Dameneinzel   | Jessy Havelaar                        | Janet Fletcher               | Jette Nielsen                         |
| Herrendoppel  | Erfried Michalowsky Edgar Michalowsky | John Gardner Peter Emptage   | Tony Evans John Cocker                |
| Herrendoppel  | Erfried Michalowsky Edgar Michalowsky | John Gardner Peter Emptage   | Terje Dag Østhassel Steen Adam Kiørbø |
| Damendoppel   | Janet Fletcher Susan Ely              | Sue Whittaker Maureen Rimmer | Bente Robstad Anette Menø             |
| Damendoppel   | Janet Fletcher Susan Ely              | Sue Whittaker Maureen Rimmer | Monika Regineri Brigitte Prax         |
| Mixed         | Tony Evans Maureen Rimmer             | Dieter Prax Brigitte Prax    | Robert J. Bell Pam Firth              |
| Mixed         | Tony Evans Maureen Rimmer             | Dieter Prax Brigitte Prax    | Kurt Fals Anette Menø                 |

### Senioren 60+
| Veranstaltung | Gold                           | Silber                      | Bronze                         |
| ------------- | ------------------------------ | --------------------------- | ------------------------------ |
| Herreneinzel  | John Kirkebye                  | Hans Schumacher             | Dietmar Unser                  |
| Herreneinzel  | John Kirkebye                  | Hans Schumacher             | Gunter Kreuder                 |
| Dameneinzel   | Renate Gabriel                 | Renate Knötzsch             | Beryl Goodall                  |
| Dameneinzel   | Renate Gabriel                 | Renate Knötzsch             | Heidi Menacher                 |
| Herrendoppel  | Harry Shadwick Michael Coley   | Jim Garrett Ian Brothers    | Gunter Kreuder Dietmar Unser   |
| Herrendoppel  | Harry Shadwick Michael Coley   | Jim Garrett Ian Brothers    | Knud Danielsen Gert Lazarotti  |
| Damendoppel   | Renate Gabriel Renate Knötzsch | Beryl Goodall Brenda Andrew | Sonja Andersen Jytte Sørensen  |
| Damendoppel   | Renate Gabriel Renate Knötzsch | Beryl Goodall Brenda Andrew | Grete Steenberg Kaya Garbrecht |
| Mixed         | Harry Shadwick Brenda Andrew   | Jim Garrett Muriel Burgess  | Lars Kure Kaya Garbrecht       |
| Mixed         | Harry Shadwick Brenda Andrew   | Jim Garrett Muriel Burgess  | Ian Brothers Barbara Gibson    |